# Miklós Nyiszli
Miklós Nyiszli (Szilágysomlyó (Oostenrijk-Hongarije), 17 juni 1901 – Oradea, 5 mei 1956) was een Joodse gevangene in het concentratiekamp Auschwitz en een van de overlevende getuigen.

## Levensloop
Nyiszli werd in juni 1944 samen met zijn vrouw Margareta en hun dochtertje Susanna naar Auschwitz gevoerd. Bij zijn aankomst maakte hij zich bekend als arts (gediplomeerd aan de Friedrich-Wilhelms-Universität te Breslau in 1929), waarop hij werd tewerkgesteld in de barakken. Hij spande zich in om de zieken te helpen, dit onder moeilijke omstandigheden en met een tekort aan medische voorzieningen en hulpmiddelen. Toen Josef Mengele, SS-officier en arts in het kamp, de medische vakkundigheid van Nyiszli had opgemerkt, liet hij hem onder zijn persoonlijke supervisie werken op de speciale afdeling die Mengele had opgericht, binnen het concentratiekamp en vlak bij het crematorium II.

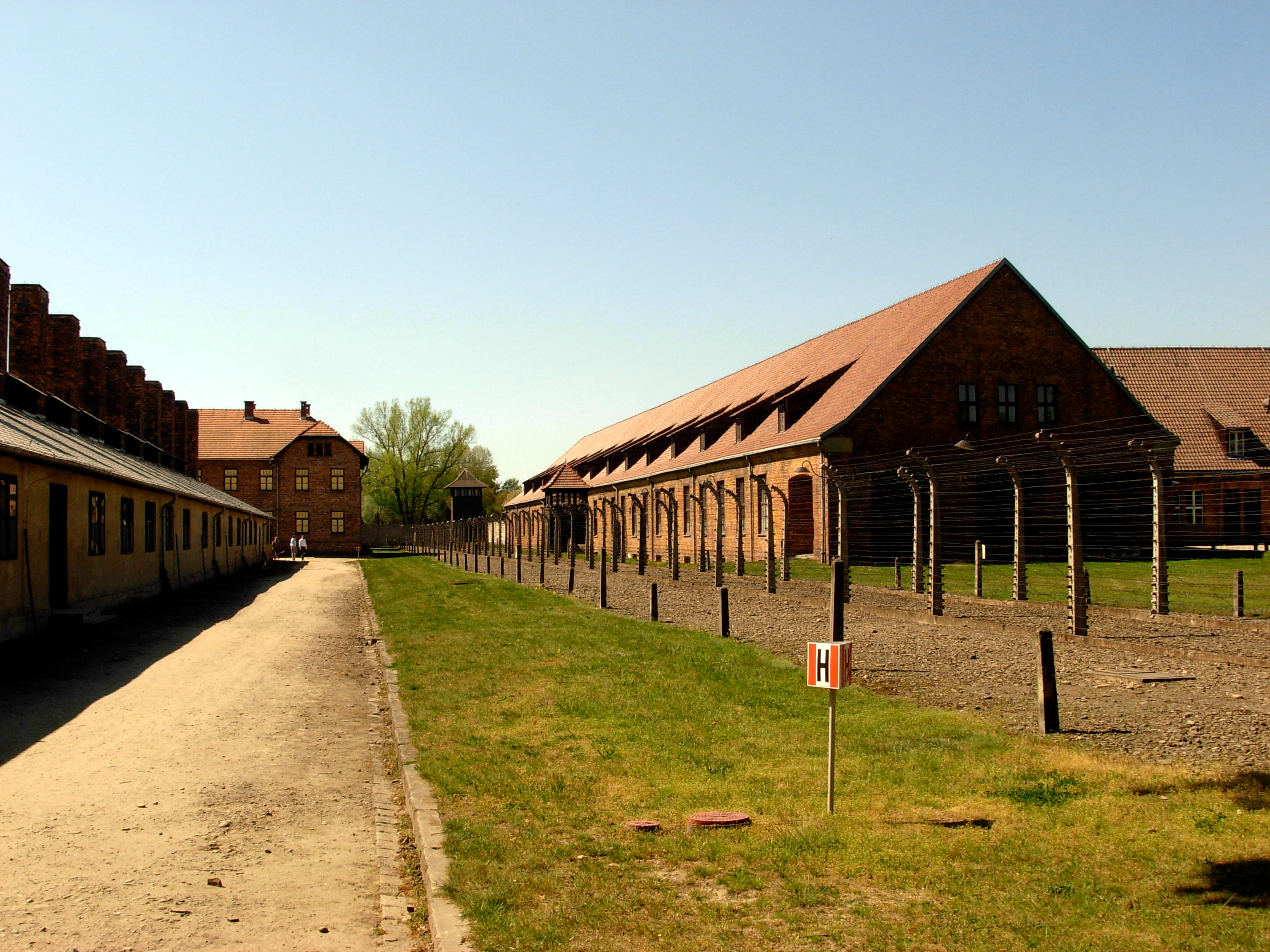
Auschwitz I bestond uit bakstenen barakken

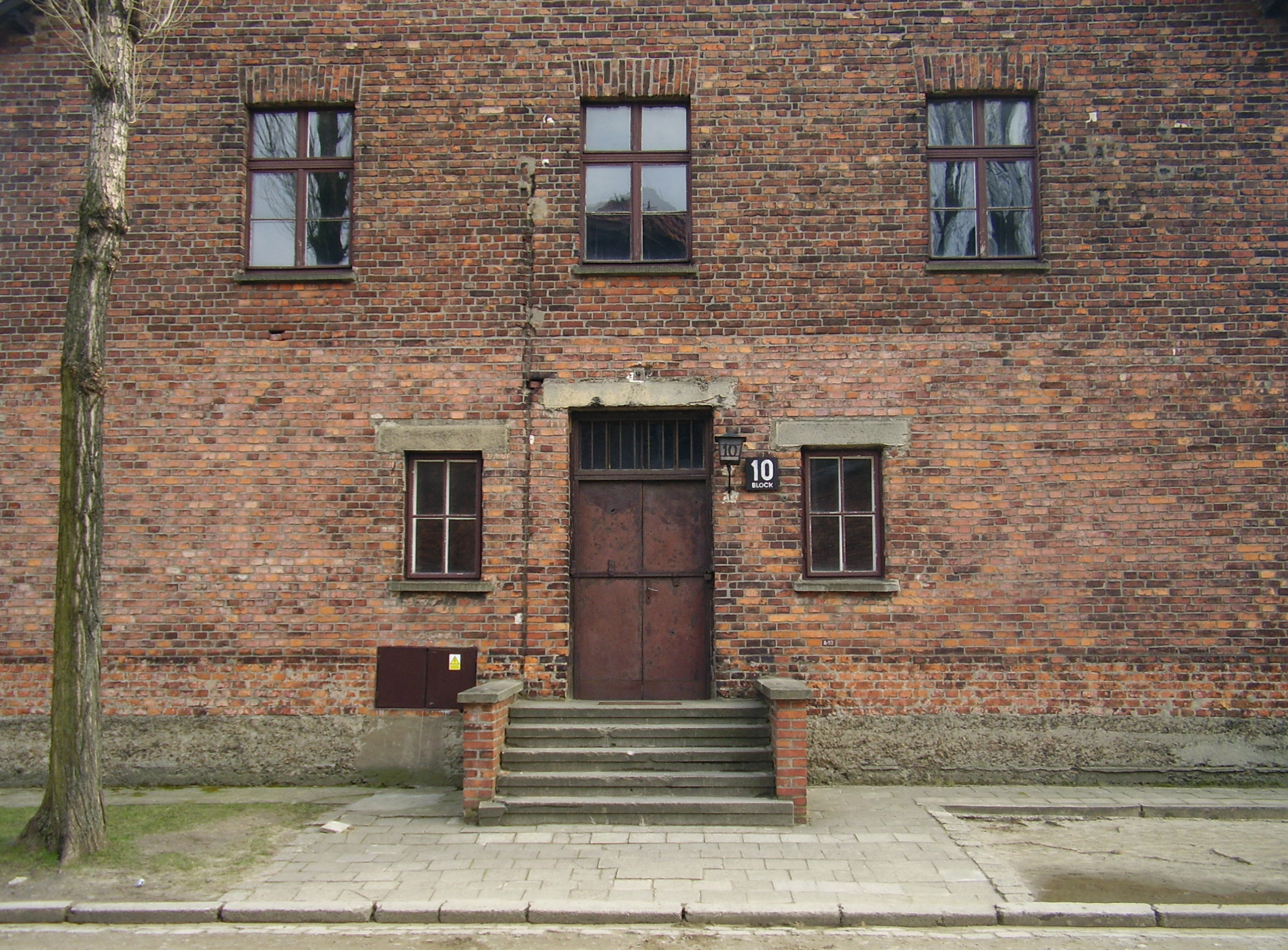
In dit gebouw, blok 10, werden de medische experimenten uitgevoerd

In zijn boek Auschwitz: A Doctor's Eyewitness Account beschreef Nyiszli, als een van de meest nabije getuigen, de wreedheden die Mengele beging bij zijn medische experimenten op gevangenen.
Nyiszli verrichtte onder dwang tal van experimentele handelingen op menselijke lichamen. Mengele liet hem onder andere autopsies uitvoeren bij dwergen en tweelingen: [I] had to examine them with exact clinical methods before they died, and then perform the dissection on their still warm bodies.
Er werden ook autopsies uitgevoerd op lijken van gevangenen die aan een infectieziekte waren overleden. Stalen van menselijke organen werden voor onderzoek verstuurd aan een leermeester van Mengele, professor dr. Otmar Freiherr von Verschuer, leidend nationaalsocialistisch erfelijkheidsonderzoeker en ziekenhuisdirecteur van het Euthanasiecentrum Hadamar.

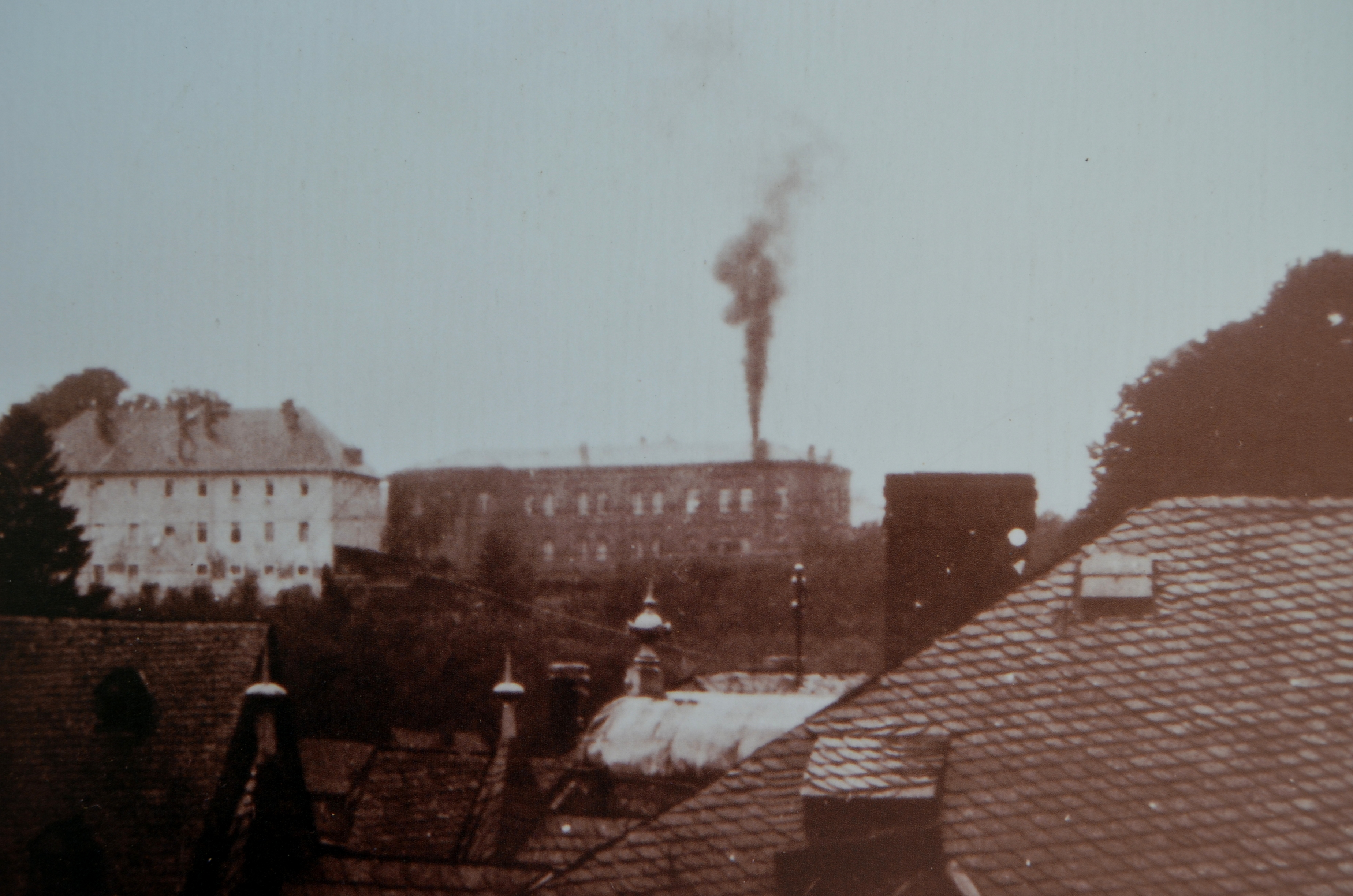
Rook die opstijgt uit het crematorium van het Euthanasiecentrum Hadamar in de Duitse deelstaat Hessen

Nyiszli was geschokt door het ontbreken van elke vorm van mededogen en door de moorddadigheid van de kampbewakers en SS-officieren. Evenals zijn medegevangenen en de leden van sonderkommando's moest hij handelen op hun bevel en voerde hij operaties uit die hij zelf uiterst immoreel vond. Op een dag, nadat een transport gevangenen was vergast, werd Nyiszli geroepen door het sonderkommando dat in de gaskamer werkte. Zij hadden in de gaskamer onder de dode lichamen een nog levend meisje gevonden. Zij deden hun best het meisje te redden, doch zij werd in opdracht van SS'er Erich Mußfeldt alsnog met een nekschot afgemaakt, opdat zij haar ervaringen niet met andere gevangenen zou kunnen delen. Dit voorval werd gedramatiseerd in de films The Grey Zone uit 2001 en Saul fia uit 2015.
Nyiszli overleed als gevolg van een hartaanval op 5 mei 1956 te Oradea in Roemenië. Zijn weduwe, Margareta, stierf op 5 september 1985. Hun dochter, Susanna Nyiszli, overleed op 8 januari 1983.